# Вест Појнт (Вирџинија)
Вест Појнт (енгл. West Point) град је у америчкој савезној држави Вирџинија. По попису становништва из 2010. у њему је живело 3.306 становника.

## Демографија
Према попису становништва из 2010. у граду је живело 3.306 становника, што је 440 (15,4%) становника више него 2000. године.
| Група             | 2000.         | 2010.         |
| Белци             | 2.278 (79,5%) | 2.537 (76,7%) |
| Афроамериканци    | 485 (16,9%)   | 509 (15,4%)   |
| Азијати           | 30 (1,0%)     | 60 (1,8%)     |
| Хиспаноамериканци | 50 (1,7%)     | 118 (3,6%)    |
| Укупно            | 2.866         | 3.306         |